# Lijst van voetbalinterlands Ivoorkust - Tanzania
Deze lijst van voetbalinterlands is een overzicht van alle officiële voetbalwedstrijden tussen de nationale teams van Ivoorkust en Tanzania. De landen hebben tot op heden vier keer tegen elkaar gespeeld. De eerste ontmoeting, een groepswedstrijd tijdens de Afrika Cup 1980, vond plaats op 15 maart 1980 in Lagos. Het laatste duel, een kwalificatiewedstrijd voor het Wereldkampioenschap voetbal 2014, werd gespeeld in Dar es Salaam op 16 juni 2013.

## Wedstrijden
| № | Plaats        | Datum          | Competitie           | Wedstrijd            | Uitslag |
| - | ------------- | -------------- | -------------------- | -------------------- | ------- |
| 1 | Lagos         | 15 maart 1980  | Afrika Cup 1980      | Tanzania − Ivoorkust | 1 − 1   |
| 2 | Dar es Salaam | 4 januari 2010 | Vriendschappelijk    | Tanzania − Ivoorkust | 0 − 1   |
| 3 | Abidjan       | 2 juni 2012    | WK 2014 kwalificatie | Ivoorkust − Tanzania | 2 − 0   |
| 4 | Dar es Salaam | 16 juni 2013   | WK 2014 kwalificatie | Tanzania − Ivoorkust | 2 − 4   |

## Samenvatting
| Competitie        | Totaal gespeeld | Winst Ivoorkust | Gelijk | Winst Tanzania | Doelsaldo Ivoorkust – Tanzania |
| ----------------- | --------------- | --------------- | ------ | -------------- | ------------------------------ |
| WK-kwalificatie   | 2               | 2               | 0      | 0              | 6 − 2                          |
| Afrika Cup        | 1               | 0               | 1      | 0              | 1 − 1                          |
| Vriendschappelijk | 1               | 1               | 0      | 0              | 1 − 0                          |
| Totaal            | 4               | 3               | 1      | 0              | 8 − 3                          |

FIF · A-internationals · Selecties · Bondscoaches · Statistieken · Ivoriaans vrouwenelftal · Ivoorkust U21 · Ivoorkust U20 · Ivoorkust U19 · Ivoorkust U18 · Ivoorkust U17
1960 – 1969 ·
1970 – 1979 ·
1980 – 1989 ·
1990 – 1999 ·
2000 – 2009 ·
2010 – 2019 ·
2020 − 2029
WK 2006 · 
WK 2010 · 
WK 2014
OS 2008 · 
OS 2020
1960 ·
1961 ·
1962 ·
1963 ·
1964 · 
1965 ·
1966 · 
1967 ·
1968 ·
1969 ·
1970 ·
1971 ·
1972 ·
1973 ·
1974 ·
1975 ·
1976 ·
1977 ·
1978 · 
1979 ·
1980 ·
1981 · 
1982 ·
1983 ·
1984 ·
1985 ·
1986 ·
1987 ·
1988 ·
1989 ·
1990 ·
1991 ·
1992 · 
1993 · 
1994 · 
1995 · 
1996 · 
1997 · 
1998 · 
1999 · 
2000 · 
2001 · 
2002 · 
2003 · 
2004 · 
2005 · 
2006 · 
2007 · 
2008 · 
2009 · 
2010 · 
2011 · 
2012 · 
2013 ·
2014 ·
2015 ·
2016 ·
2017 ·
2018 ·
2019 ·
2020 ·
2021 ·
2022 ·
2023 ·
2024
Algerije ·
Angola ·
Argentinië ·
België ·
Benin ·
Bosnië en Herzegovina ·
Botswana ·
Brazilië ·
Burkina Faso ·
Burundi ·
Centraal-Afrikaanse Republiek ·
Chili ·
Colombia ·
Comoren ·
Congo-Brazzaville ·
Congo-Kinshasa ·
Duitsland ·
Egypte ·
El Salvador ·
Engeland ·
Equatoriaal-Guinea ·
Ethiopië ·
Frankrijk ·
Gabon ·
Gambia ·
Ghana ·
Griekenland ·
Guinee ·
Guinee-Bissau ·
Hongarije ·
Israël ·
Italië ·
Japan ·
Jordanië ·
Kameroen ·
Kenia ·
Koeweit ·
Lesotho ·
Liberia ·
Libië ·
Madagaskar ·
Malawi ·
Mali ·
Marokko ·
Mauritanië ·
Mauritius ·
Mexico ·
Moldavië ·
Mozambique ·
Namibië ·
Nederland ·
Niger ·
Nigeria ·
Noord-Korea ·
Oeganda ·
Oostenrijk ·
Paraguay ·
Polen ·
Portugal ·
Qatar ·
Roemenië ·
Rusland ·
Rwanda ·
Senegal ·
Servië en Montenegro ·
Seychellen ·
Sierra Leone ·
Slovenië ·
Soedan ·
Spanje ·
Tanzania ·
Togo ·
Tsjaad ·
Tunesië ·
Turkije ·
Uruguay ·
Verenigde Staten ·
Zambia ·
Zimbabwe ·
Zuid-Afrika ·
Zuid-Korea ·
Zweden ·
Zwitserland
Argentinië (2006) · 
Colombia (2014) ·
Ghana (2015) ·
Griekenland (2014) · 
Japan (2014) ·  
Nederland (2006) · 
Noord-Korea (2010) · 
Servië en Montenegro (2006) ·
Zambia (2012)
FAT · A-internationals · Olympische elftal · Vrouwenelftal
Algerije ·
Angola ·
Benin ·
Botswana ·
Brazilië ·
Bulgarije ·
Burkina Faso ·
Burundi ·
Centraal-Afrikaanse Republiek ·
China ·
Congo-Brazzaville ·
Congo-Kinshasa ·
Djibouti ·
Egypte ·
Equatoriaal-Guinea ·
Eritrea ·
Ethiopië ·
Gabon ·
Gambia ·
Ghana ·
Guinee ·
Indonesië ·
Ivoorkust ·
Jemen ·
Kaapverdië ·
Kameroen ·
Kenia ·
Lesotho ·
Liberia ·
Libië ·
Madagaskar ·
Malawi ·
Marokko ·
Mauritanië ·
Mauritius ·
Mongolië ·
Mozambique ·
Namibië ·
Nieuw-Zeeland ·
Niger ·
Nigeria ·
Oeganda ·
Palestina ·
Rwanda ·
Saoedi-Arabië ·
Senegal ·
Seychellen ·
Soedan ·
Somalië ·
Swaziland ·
Togo ·
Tsjaad ·
Tunesië ·
Zambia ·
Zimbabwe ·
Zuid-Afrika